# Viggo van Denemarken

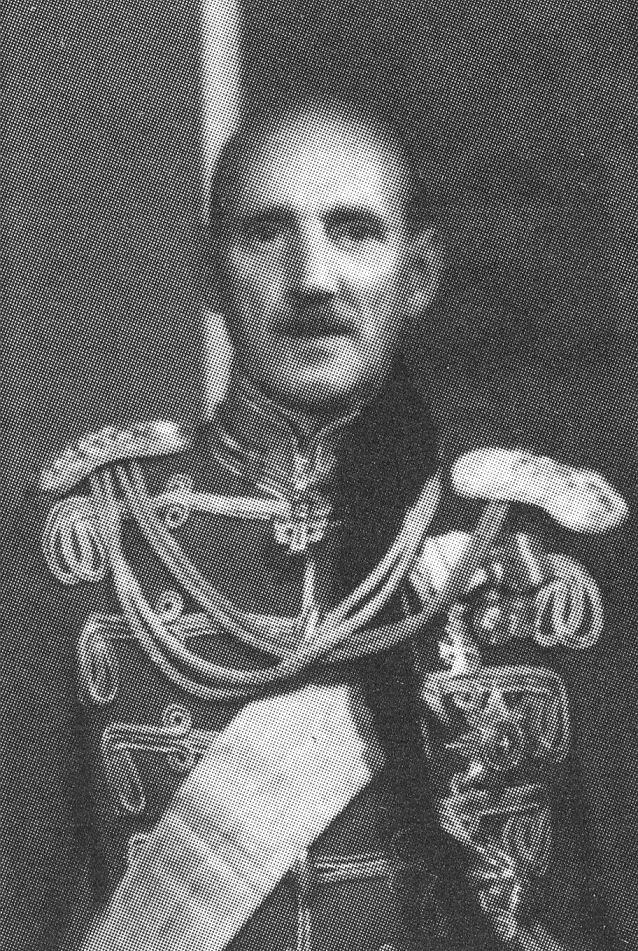
Prins Viggo van Denemarken

Viggo Christiaan Adolf George van Denemarken (Kopenhagen, 25 december 1893 - aldaar, 4 januari 1970) was een Deense prins uit het huis Sleeswijk-Holstein-Sonderburg-Glücksburg.
Hij was de vierde zoon van prins Waldemar van Denemarken en diens vrouw Marie van Bourbon-Orléans. 
Viggo nam dienst in het Deense leger, waar hij de rang van generaal-majoor behaalde.
Hij trouwde met de Amerikaanse Eleanor Green. Het paar kreeg geen kinderen.
In 1923 deed Viggo afstand van zijn rechten op de Deense troon. Hem werd in datzelfde jaar door zijn neef koning Christiaan X de titel Graaf van Rosenborg verleend.